# Francesco Malvestito
Francesco Malvestito (...) è un montatore italiano, vincitore del David di Donatello e del Ciak d'oro per il montaggio del film La famiglia di Ettore Scola. All'inizio della sua carriera alternò l'attività tra cinema d'autore e pornografico.

## Filmografia
- La pupa del gangster, regia di Giorgio Capitani (1975)
- Stato interessante, regia di Sergio Nasca (1977)
- La settima donna, regia di Francesco Prosperi (1978)
- Duri a morire, regia di Joe D'Amato (1979)
- La zia svedese, regia di Mario Siciliano (1980)
- Peccati a Venezia, regia di Amasi Damiani (1980)
- Celebrità, regia di Ninì Grassia (1981)
- L'ultima volta insieme, regia di Ninì Grassia (1981)
- Cappotto di legno, regia di Gianni Manera (1981)
- Carnalità morbosa, regia di Mario Siciliano (1981)
- L'Ave Maria, regia di Ninì Grassia (1982)
- Orgasmo esotico, regia di Mario Siciliano (1982)
- Lo studente, regia di Ninì Grassia (1983)
- Rolf, regia di Mario Siciliano (1983)
- Manhattan gigolò, regia di Amasi Damiani (1985)
- La famiglia, regia di Ettore Scola (1987)
- La maschera, regia di Fiorella Infascelli (1988)
- Splendor, regia di Ettore Scola (1989)
- Il viaggio di Capitan Fracassa, regia di Ettore Scola (1990)
- Il conte di Melissa, regia di Maurizio Anania (2000)
- Ti voglio bene Eugenio, regia di Francisco José Fernandez (2001)

## Premi e riconoscimenti
- 1987 - David di Donatello
  - Migliore montatore - La famiglia
- 1987 - Ciak d'oro
  - Migliore montaggio - La famiglia